# Mischa Mischakoff

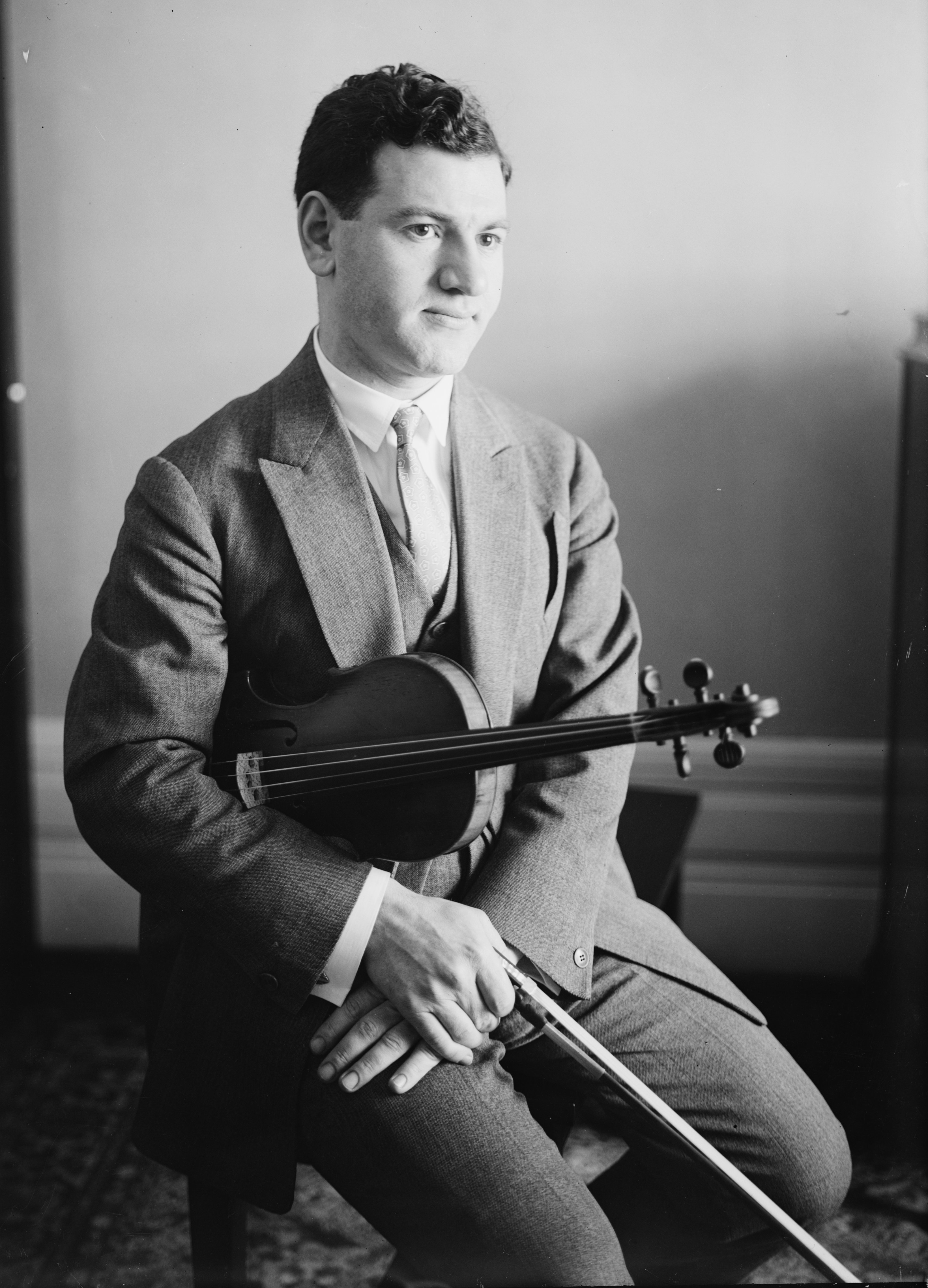
Mischa Mischakoff

Mischa Mischakoff (Mischa Fischberg; * 4. Apriljul. / 16. April 1895greg. in Proskuriw, Gouvernement Podolien, Russisches Reich; † 1. Februar 1981 in Petoskey, Michigan, Vereinigte Staaten) war ein russisch-amerikanischer Geiger und Musikpädagoge.

## Leben und Wirken
Mischakoff hatte als Kind Violinunterricht bei Konstantin Konstantinowitsch Gorski. Im Alter von zehn Jahren wurde er Schüler von Sergei Korgujew am Sankt Petersburger Konservatorium. 1911 debütierte er mit Tschaikowskis Violinkonzert. Nach dem Abschluss des Studiums 1912 ging er für kurze Zeit nach Berlin, bevor er Konzertmeister in Sankt Petersburg wurde.
Während des Ersten Weltkrieges diente Mischakoff in einem Musikregiment. 1917 spielte er unter der Leitung des Komponisten die Uraufführung des Ersten Violinkonzertes von Sergei Prokofjew. 1920 wurde er Konzertmeister des Orchesters des Bolschoi-Theaters. Unterstützt von dem Dirigenten Emil Młynarski flüchtete er 1921 gemeinsam mit dem Cellisten Gregor Piatigorsky nach Polen und ging dann in die USA. 1927 erhielt er die amerikanische Staatsbürgerschaft.
1924 debütierte er in den USA als Solist in Tschaikowskis Violinkonzert mit dem New York Symphony Orchestra unter Walter Damrosch in der Aeolian Hall. Er war Konzertmeister des Orchesters bis 1927, dann des Philadelphia Orchestra unter Leopold Stokowski (1927–1930), des Chicago Symphony Orchestra unter Frederick Stock (1930–1937), des NBC Symphony Orchestra unter Arturo Toscanini (1937–1952) und des Detroit Symphony Orchestra unter Paul Paray (1952–1968). Zwischen 1925 und 1965 wirkte zudem in den Sommern als Konzertmeister des Chautauqua Symphony Orchestra.
Als Kammermusiker leitete Mischakoff das Mischakoff String Quartet. Zudem unterrichtete er an der Juilliard School (1940–1952), der Wayne State University (1952–1981), der Boston University und am American Conservatory in Chicago.  Zu seinen Schülern zählten Ani Kavafian, Joseph Silverstein, Isidor Saslav, Leonard Sorkin und David Cerone.